# Cementiri d'Aoyama
El cementiri d'Aoyama (青山霊園, Aoyama Reien) és un cementiri públic situat a la zona d'Aoyama, al barri de Minato de Tòquio, el més gran i antic de la ciutat. Va ser fundat originalment el 1872 i establert oficialment com a cementeri l'1 de setembre de 1874 per la prefectura de Tòquio. L'àrea abasta més de 26 ha, sent la del cementiri de 12 ha aproximadament. La gestió del cementiri va a càrrec de l'Associació de Parcs Metropolitans de Tòquio.
L'adreça és 2-32-2 Minami-Aoyama, barri de Minato, 107-0062, Tòquio. Es troba a prop de diverses estacions de metro: Gaien-mae (línia de Ginza), Nogizaka (línia de Chiyoda) i Aoyama 1-chome (línies Oedo, Ginza i Hanzomon).

## Descripció
És el més gran dels cementiris entre tots els barris de Tòquio, el terreny té una àrea de 263.564 metres quadrats, sent l'àrea dedicada a cementiri de 128.019 metres quadrats. El terreny té alguns turonets, la zona centre té més alçada i inclinació, mentre que són més baixes les àrees est, sud i oest.
La zona serveix també com a parc. Als jardins hi ha escampats diversos arbres antics. Hi ha cirerers que voregen la carretera de nord a sud, esdevenint un lloc preferit pels ciutadans per al hanami a la primavera. A més fa la funció de lloc d'evacuació de la població en cas que es produeix un terratrèmol de grans dimensions.
El cementiri conté un total de 14.000 tombes. Destaquen les de diverses personalitats com polítics, militars i persones vinculades a la cultura. Entre elles hi ha la de Toshimichi Ōkubo, polític de la restauració Meiji, que està declarada patrimoni cultural de Tòquio. Va ser el lloc preferent d'enterrament dels estrangers que es van establir al Japó durant l'era Meiji. L'any 2007 el govern de Tòquio va inaugurar un monument en honor dels assoliments del estrangers que van venir al Japó durant els segles XIX i XX.
Aïllada de la zona principal, a la zona oest hi ha la denominada àrea Tateyama.

## Història
És un dels cementiris públics més antics de tot el Japó i el més antic de Tòquio. Va començar a funcionar el 1872-1873, seguint les noves normatives governamentals de 1873, pel qual es va designar aquesta zona com a lloc d'enterrament a l'estil sintoista per a Aoyama Hyakunin Cho i les àrees circumdants. Es va convertir oficialment en cementiri l'1 de setembre de 1874, quan la prefectura de Tòquio va prendre possessió de les terres. El 1889 la gestió va ser transferida a la ciutat de Tòquio, que li va donar el seu nom actual el 1935.

## Persones enterrades
Entre les persones enterrades es poden destacar, entre d'altres:
- Tezuka Ritsuzō (1822-1878), escriptor
- Nishi Amane (1829-1897), filòsof
- Toshimichi Ōkubo (1830-1878), polític
- Edoardo Chiossone (1833-1898) artista i col·leccionista
- Matsukata Masayoshi (1835-1924), fundador del Banc del Japó
- Kuroda Kiyotaka (1840-1900), primer ministre
- Francis Brinkley (1841-1912), diplomàtic
- Nabeshima Naohiro (1846-1921), darrer dàimio de Saga
- Nogi Maresuke (1849-1912), militar
- Nakamura Kichiemon (1886-1954), actor de kabuki
- Kiichi Miyazawa (1919-2007), primer ministre

A banda de persones, el cementiri és conegut també per acollir la tomba del gos Hachikō (1923-1934).